# (15504) 1999 RG33
(15504) 1999 RG33 – planetoida z grupy centaurów okrążająca Słońce w ciągu blisko 29 lat w średniej odległości 9,4 j.a. Została odkryta 4 września 1999 roku w programie Catalina Sky Survey. Nazwa planetoidy jest oznaczeniem tymczasowym.
Jest to obiekt należący do grupy damokloidów, cechujący się najprawdopodobniej kometarnym pochodzeniem.